# Флэнэген, Джон
Джон Флэнэген (Джон Джесус Флэнаган, англ. John Jesus Flanagan; 28 января 1868, Лимерик, Манстер — 3 июня 1938, Килмаллок, Манстер) — американский легкоатлет, трёхкратный чемпион летних Олимпийских игр.
Джон Флэнэген родился 9 января 1873 года в Ирландии и позже эмигрировал в США. Здесь стал служить полицейским и занялся метанием молота. Он семь раз выигрывал чемпионат США, а в 1900 году стал первым олимпийским чемпионом в этой дисциплине на летних Играх в Париже, где, кроме того, занял седьмое место в метании диска.
На следующей Олимпиаде, которая прошли в Сент-Луисе, Флэнэген защитил титул чемпиона; наряду с этим выиграл серебряную медаль в метании веса в 56 фунтов и занял четвёртую позицию в метании диска. На летних Олимпийских играх 1908 в Лондоне Флэнэген стал единственным трёхкратным чемпионом в своей любимой дисциплине. Помимо этого, он был девятым в метании диска и вместе со своей командой остановился на четвертьфинале турнира по перетягиванию каната.
После завершения спортивной карьеры Флэнэген вернулся в Ирландию и прожил там до своей смерти 3 июня 1938 года.